# Torre dell'Orologio del Giubileo
La torre dell'Orologio del Giubileo di George Town, nello stato di Penang in Malesia, è una torre dell'orologio del Giubileo in stile indo-saraceno eretta nel 1897 per onorare il giubileo di diamante della regina Vittoria del Regno Unito, di cui all'epoca la Malesia era una colonia.
La torre è leggermente inclinata in conseguenza ad un bombardamento durante la seconda guerra mondiale.